# James E. Marcia
James E. Marcia (* 10. Februar 1937 in Cleveland) ist ein kanadischer Psychologe US-amerikanischer Herkunft. Er lehrte an der Simon Fraser University in British Columbia, Kanada und an der State University of New York in Buffalo im US-Bundesstaat New York.
Marcia ist vor allem durch seine umfangreichen Forschungen und Schriften zur Entwicklung der Ich-Identität bekannt geworden; besonderes Augenmerk hat er auf die psychosoziale Entwicklung von Jugendlichen und die Entwicklung der Identitätsentwicklung in dieser Lebensspanne gelegt. Damit hat er das Stufenmodell der psychosozialen Entwicklung von Erikson maßgeblich weiterentwickelt und weiter ausdifferenziert.

## Leben
James Marcia wurde als Einzelkind in eine Mittelklassefamilie in Cleveland geboren und wuchs in Columbus auf. Er probierte sich in verschiedenen Studienfächern einschließlich Englisch, Geschichte und Philosophie aus und erlangte schließlich einen Bachelor in Psychologie an der Wittenberg University in Springfield. Diesen Abschluss erweiterte er durch einen Master und eine Promotion in klinischer Psychologie an der Ohio State University. Seine Berufstätigkeit begann Marcia als Hochschullehrer an der University at Buffalo, bevor er über 30 Jahre an der kanadischen Simon Fraser University tätig war. 2002 wurde er emeritiert.

## Marcias Modell der Identitätsstatus
Für Marcia sind „Rolle“ (occupation steht bei ihm nicht nur für Berufsrolle, sondern auch für Eltern- und anderen soziale Rollen) und „Ideologie“ (persönliche religiöse, ethische, politische usw. Überzeugungen) die wichtigsten identitätsstiftenden Faktoren. Zur empirischen Erforschung des Identitätsstatus entwickelte er ein semi-strukturiertes Interview („Identity Status Interview“). Die Fragen bezogen sich auf Themen, die im Jugendalter typischerweise relevant sind. So ging es vor allem um die Berufswahl, um die Entstehung politischer und religiöser Überzeugungen sowie den Bereich Sexualität. Alle Befragten waren College-Studierende.
Der Stand der Identitätsentwicklung ergab sich nach Marcia aus zwei Dimensionen – „Commitment“ (Selbstverpflichtung zur Anerkennung von Werten) und „Exploration“, die Suche nach Möglichkeiten. Je nach Ausmaß an Selbstverpflichtung gegenüber bestimmten Wertvorstellungen bzw. an Explorationsverhalten ergeben sich durch die Kombination der beiden Dimensionen vier Möglichkeiten, um den Prozess der Identitätsentwicklung zu beschreiben. Marcia nennt sie „Identitätsstatus“: (1) die diffuse Identität, (2) die übernommene Identität, (3) die kritische Identität („Moratorium“) sowie (4) die erarbeitete Identität. Diese vier Identitätszustände beschreiben Punkte entlang eines Kontinuums, das von einer anfänglich diffusen, undefinierten individuellen Identität zu einem hochspezifischen und genau definierten individuellen Selbstgefühl übergeht.

### Die diffuse Identität („Identity Diffusion“)
Dieser Identitätsstatus beschreibt Jugendliche, die der Notwendigkeit der Identitätsentwicklung nicht gewachsen sind und sich keiner bestimmten Identität verschrieben oder diese erforscht haben. Dieser Identitätsstatus steht somit für einen geringen Explorationsgrad und ein geringes Engagement. Diese Jugendlichen haben sich überhaupt nicht mit ihrer Identität auseinandergesetzt und keine Lebensziele festgelegt, haben keine ausgeprägten Interessen und können oder wollen sich für nichts entscheiden. Ihre Hauptmotivation ist hedonistisch; die Vermeidung von Unbehagen und der Erwerb von Vergnügen. Die diffuse Identität ist der am wenigsten komplexe und ausgereifte der vier Identitätsstatus.
Marcia stellte später fest, dass der Anteil der Jugendlichen mit diffuser Identität stark angestiegen war, so dass er diesen Identitätsstatus weiter differenzierte. Er vermutete, dass es unter den veränderten gesellschaftlichen Bedingungen für viele anbietet, sich nicht festzulegen, als mit Beharrlichkeit das zu verfolgen, was man sich einmal vorgenommen hat, und bezeichnete dies als „kulturell-adaptive Diffusion“.

### Die übernommene Identität („Foreclosure“)
Dieser Identitätsstatus bedeutet einen geringen Explorationsgrad, aber ein hohes Maß an Engagement. Bei diesem Identitätsstatus versuchen Jugendliche nicht aktiv festzustellen, was für sie wichtig ist. Sie hinterfragen nicht die Werte und Überzeugungen, die ihnen vermittelt wurden. Stattdessen beziehen diese Jugendlichen ihre Identität daraus, dass sie die Überzeugungen und Werte ihrer Familie, der Gemeinschaft, ihrer Kultur akzeptieren. Diese Jugendlichen fühlen sich zwar den übernommenen Werten und Lebenszielen verpflichtet, fragen aber weder nach, warum sie das tun, noch ziehen sie Alternativen in Betracht.

### Die kritische Identität („Moratorium“)
Der dritte Identitätsstatus wird als Moratorium bezeichnet. Dieser Identitätsstatus steht für einen hohen Explorationsgrad bei gleichzeitig geringem Engagement. Zu diesem Zeitpunkt befinden sich die Jugendlichen in einer Identitätskrise, die sie dazu veranlasst hat, verschiedene Werte, Überzeugungen und Ziele zu erforschen und mit ihnen zu experimentieren. Sie haben jedoch keine endgültigen Entscheidungen darüber getroffen, welche Überzeugungen und Werte für sie am wichtigsten sind und welche Grundsätze sie in ihrem Leben leiten sollen. Sie sind also noch nicht an eine bestimmte Identität gebunden, sondern halten sich noch viele Optionen offen.

### Die erarbeitete Identität („Identity Achievement“)
Der endgültige Identitätsstatus ist das Erreichen der Identität. Dieser Identitätsstatus ist gekennzeichnet sowohl durch ein hohes Maß an Exploration als auch ein hohes Maß an Engagement. Jugendliche in diesem Status haben ihre Identität durch einen Prozess der aktiven Erforschung und des starken Engagements für bestimmte Werte, Überzeugungen und Lebensziele erlangt, der aus dieser aktiven Erforschung und Untersuchung hervorgegangen ist. Auf diesem Identitätsstatus werden die Jugendlichen entschieden haben, welche Werte und Ziele für sie am wichtigsten sind und welcher Zweck oder welche Mission ihr Leben bestimmen wird. Sie können priorisieren, was ihnen wichtig ist, und haben viele Möglichkeiten betrachtet, wer sie sein wollen.

## Anwendbarkeit und Kritik
Marcias Modell bezieht sich in erster Linie auf die späten Jugendjahre, aber die Forschung ist sich heute sicher, dass Identitätskrisen im späteren Erwachsenenalter erneut auftreten können. Eine Studie untersuchte Korrelationen zwischen dem Identitätsstatus von Marcias Modell und sozialem Verhalten und konzentrierte sich auf junge Erwachsene im Alter von 19 bis 35 Jahren. Der Identitätsstatus von Personen ist nicht speziell auf eine Altersgruppe beschränkt. Menschen können Werte in Frage stellen, die an ihre Identität gebunden sind, wie Glaube, Ideologie und berufliche Präferenzen.
Marcias Theorie liegt die Annahme zugrunde, dass eine reife und gut angepasste Person eine klar definierte und individuell bestimmte Identität besitzt. Diese Annahme spiegelt eine implizite Reihe von Werten wider, die vielen entwickelten westlichen Gesellschaften gemeinsam sind, was die Wünschbarkeit einer individuell definierten Identität betrifft. Diese Werte können jedoch möglicherweise nicht allgemein verwendet werden. In den heutigen westlichen Kulturen wird großer Wert auf individuelle Bedürfnisse, Rechte und Freiheiten gelegt. Daher ist es nur natürlich, dass solche Gesellschaften hochentwickeltes Selbstbewusstsein als Reife definieren. Aber einige andere Kulturen schätzen die Bedürfnisse der größeren Gemeinschaft gegenüber jedem einzelnen Individuum. In solchen Kulturen wird Reife durch die Fähigkeit definiert, individuelle Bestrebungen und Wünsche in den Dienst des Allgemeinwohls der Gruppe zu stellen. Ironischerweise würden diese Kulturen die Bedeutung, die Angehörige der westlichen Kultur der individuellen Identität beimessen, als Hinweis auf Unreife betrachten.
Es wird also in westlichen Kulturen erwartet, dass junge Menschen heute ihr Leben zu einem sehr großen Anteil selbst gestalten. Es stellt sich dabei einerseits die Frage, ob alle die gleichen Wahlmöglichkeiten bei ihrer Selbstdefinition haben und andererseits, ob die Verantwortung für die Identitätsbildung nicht oft eine Überforderung darstellt. In letzter Zeit finden viele Autoren, dass der Status der erarbeiteten Identität trotz der vielen Möglichkeiten der Selbstdefinition als schwer erreichbar bezeichnet werden muss. Hohe Prozentanteile von älteren Jugendlichen und jungen Erwachsenen haben diesen Status nicht erreicht und befinden sich im Status der kritischen Identität, der übernommenen Identität oder auch der diffusen Identität.
Damit verbunden ist die Frage, ob die diffuse Identität tatsächlich als Zustand einer „unentwickelten“ Identität angesehen werden muss oder ob sie heute nicht „normal“ ist. Es wäre auch möglich, dass die unkritische Übernahme einer Identität durchaus Form einer gelungenen Identitätsarbeit ist. Es bleibt also ungeklärt, welche normative Entwicklungslogik hinter der Einteilung steht. So wird heute auch bezweifelt, ob alle Jugendliche jeden Identitätsstatus durchlaufen müssen.
Michael D. Berzonsky erweiterte Marcias Ansatz; er sieht die Identitätsstatus als Identitätsstile an, betont den Prozesscharakter. Während der Identitätsstatus einen Zustand beschreibt, bezieht sich der Identitätsstil auf die Prozesse, durch die dieser Zustand erreicht wird. Er unterscheidet einen informationsorientierten, einen normorientierten und einen diffus-vermeidenden Identitätsstil.

## Schriften (Auswahl)
- Development and Validation of Ego-Identity Status in: Journal of Personality and Social Psychology, 1966, Vol. 3, Nr. 5, S. 551–558.
- Identity diffusion differentiated. In: M.A. Luszcz, T. Nettelbeck (Hgg.), Psychological development across the life-span. North-Holland 1989, S. 289–295.
- Ego Identity: A Handbook for Psychosocial Research. Springer-Verlag, New York City, NY, 1993.